# Българо-гръцка военна конвенция (1912)
Военната конвенция между България и Гърция е договор между Царство България и Кралство Гърция, подписан в София на 5 октомври (22 септември стар стил) 1912 година и прецизиращ сключения по-рано през същата година Българо-гръцки договор, част от договорите, формирали Балканския съюз.
Конвенцията предвижда в случай на война между една от двете страни и Османската империя другата да я подпомогне военно. В такъв случай Гърция трябва да изпрати войски с минимална численост 120 хиляди души, а България – с минимална численост 300 хиляди души. Гръцкият флот трябва да се опита да установи контрол над Егейско море и да прекъсне връзките между европейската и азиатската част на Османската империя. България трябва да изпрати достатъчни сили в Македония, освен ако Сърбия също не се намеси във войната и изпрати поне 120 хиляди души там – в този случай България може да използва цялата си армия в Тракия. Освен това двете страни се задължават да не сключват примирие за повече от 24 часа без съгласието на другата страна и да обменят информация за военните си планове.
Конвенцията е подписана от министър-председателя Иван Евстратиев Гешов и началника на Главния щаб Иван Фичев от българска страна и от посланика Димитриос Панас и специалния пратеник на правителството Йоанис Метаксас от гръцка страна.